# Boljenovići
Boljenovići jsou osada, administrativně součást vesnice Ponikve v opčině Ston v Chorvatsku, v Dubrovnicko-neretvanské župě. V roce 2011 zde žilo 87 obyvatel.

## Poloha
Ponikve je osada v centrální části vnitrozemí poloostrova Pelješac při hlavní silnici D 414 od Stonu směrem na Orebić.

## Galerie

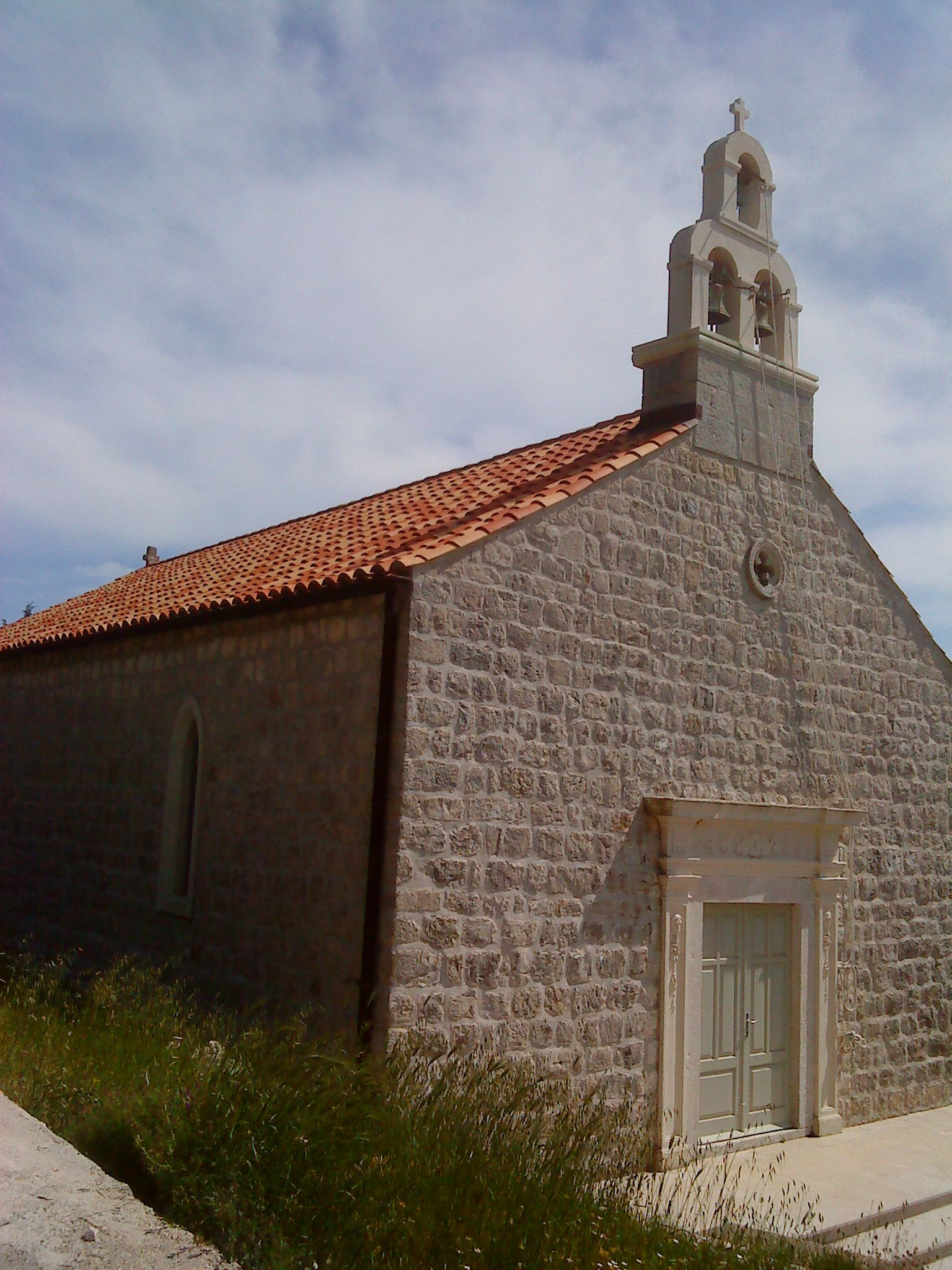
Kostel sv. Filipa a Jakuba
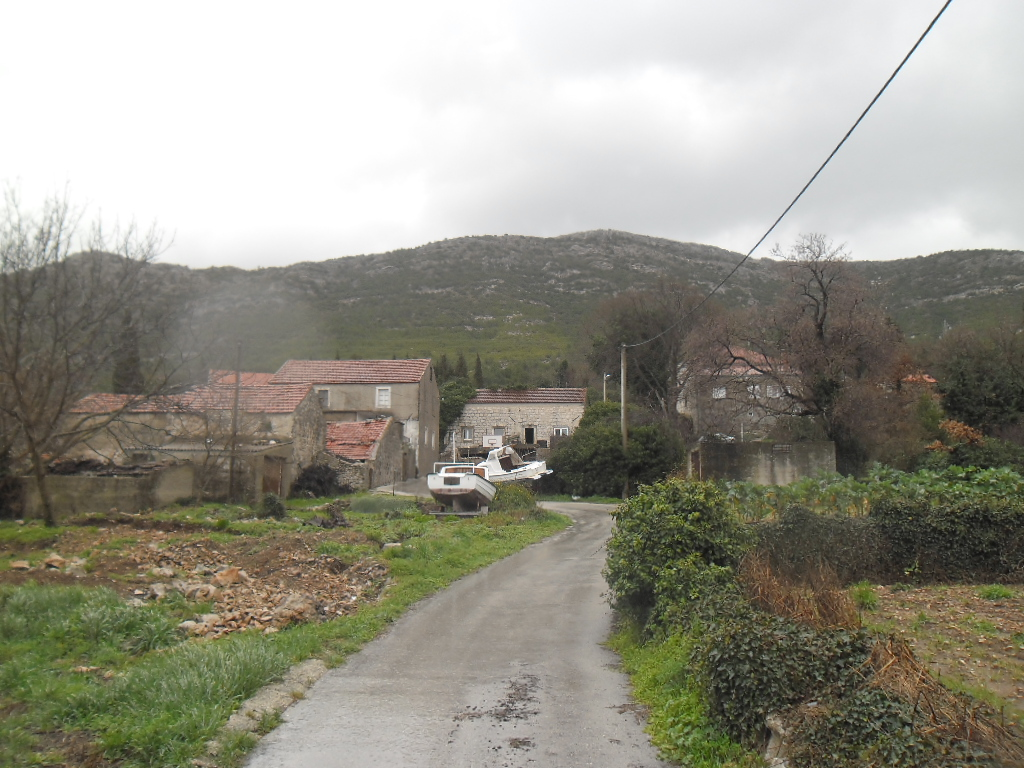
Boljenovići
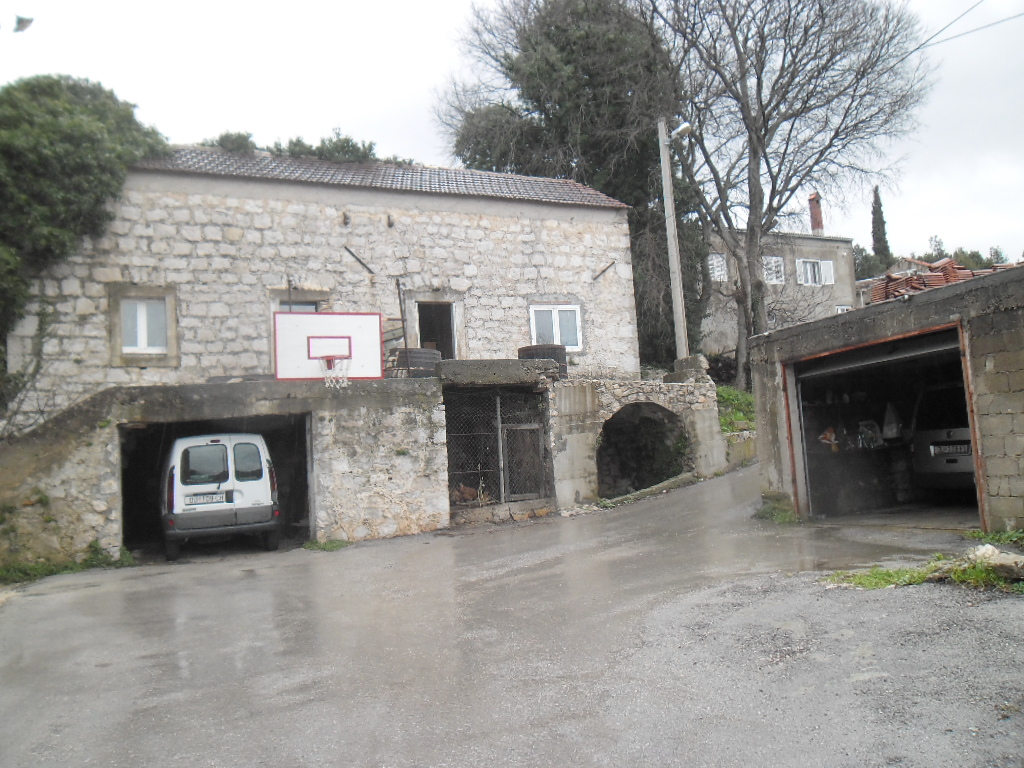
Boljenovići